# Домбковский, Пшемыслав Бонифациевич
Домбковский Пшемыслав-Роман Бонифациевич (23 февраля 1877 Львов — 17 декабря 1950 Львов) — историк права, исследователь экономики и социальной истории Польши, декан юридического факультета Львовского университета им. Яна Казимира во времена Польши и первый декан этого же факультета после присоединения Галичины к УССР. Доктор права с 1900 г., член Польской академии искусств, Варшавского научного общества, Львовского научного общества, Французского общества истории права, Государственного архивного совета Австрии (1910-1918) и Польше (1920-1939). Почетный доктор университета в Братиславе (Чехословакия). Одним из первых начал читать лекции на украинском языке.
Пшемыслав Домбковский был первым деканом юридического факультета университета во Львове послевоенных лет. Это фигура харизматическая: один из самых выдающихся польских учёных-юристов в области истории государства и права не только в Польше, но и за ее пределами конца XIX-первой половины XX века, профессор Львовского университета, организатор науки, воспитатель польской студенческой молодежи, известный архивариус, издатель научной и учебной литературы, автор около 300 научных трудов, в том числе нескольких известных и используемых по сей день в Польше и других странах монографий и учебников.

## Биография
Пшемыслав Домбковский родился в городе Львове в семье служащего. Отец Бонифаций-Григорий был инженером-железнодорожником, мать — Хелена-Йоанна домохозяйкой. Детство провел в Стрые (здесь отец работал на железной дороге начальником отдела консервации), где окончил сначала четырехлетнюю начальную школу, а дальше государственную гимназию. В городе, где большинство населения составляли украинцы, кроме поляков проживали еще евреи, немцы, следовательно молодой Домбковский, общаясь с ними, узнавал их ментальность, обычаи, язык, что в будущем пригодилось ему.
В конце 80-х годов семья Домбковских переехала на постоянное место жительства во Львов. Отец Пшемыслава занял должность старшего инженера в дирекции государственных железных дорог. В Львове Пшемыслав продолжил учебу в 3-й императорско-королевской государственной гимназии им. Франца-Иосифа (с польским языком преподавания). Для выпускников свидетельство об окончании особенно престижной гимназии (матуральное свидетельство) в те времена открывало дорогу к поступлению в высшие учебные заведения целой Австро-Венгерской монархии.
В 1894 году с отличием окончил гимназию и поступил на юридический факультет (выдел права Львовского университета, что тогда называли «Императорско-Королевским университетом им. Франца-Иосифа I». Учась на третьем курсе, в свободное от учебы время по рекомендации профессора Оскара Бальцера молодой ученый стал работать во Львовском краевом архиве актов земских и гродских. Работал в нем до 1916 года, став одним из самых известных архивистов в Австрии. Работа в архиве дала ему возможность не только оплачивать обучение в университете (оно было платным), но и досконально изучить архивные материалы, в результате чего он подготовил и в 1910-1911 гг. издал основательный труд «Польское частное право».
В 1898 году Пшемыслав Домбковский опять же с отличием окончил юридический факультет и в этом же году сдал вступительные экзамены в докторантуру (это были римское, каноническое, немецкое и судебное право). В декабре 1900 года защитил во Львовском университете докторскую работу и получил степень доктора права (17 декабря). В летнем семестре 1906 г. Пшемыславу Домбковскому было поручено читать курс лекций по истории польского частного права.
С 1907 по 1908 годы Пшемыслав Домбковский отбыл научную стажировку в Париже, в Парижском университете, около 11 месяцев работал в архивах и библиотеках Варшавы. Во время пребывания за границей (Германия, Франция), в Варшаве, он познакомился и наладил научные контакты со многими известными учеными, политиками, писателями, внимательно присматривался и изучал имеющиеся там общественно-политические и национальные отношения, экономические проблемы.
В результате настойчивых обращений руководителей Львовского университета австрийское Министерство вероисповеданий и образования 21 февраля 1910 года предоставило Пшемыславу Домбковскому, которому тогда исполнилось 33 года, титул чрезвычайного профессора.
С началом Первой мировой войны, учитывая приближение российских войск много профессоров и преподавателей университета, в том числе ректор Ст. Сташинский, выехали из Львова на запад. Занятия в университете были прекращены. Профессор Домбковский остался во Львове вместе с многими другими преподавателями. Они надеялись на то, что российская власть восстановит деятельность польского университета из-за, казалось, лояльного отношения к польского населения и учреждений. Было запрещено только украинские организации, общества, закрыты библиотеки, читальные залы, издательства, разграблены музеи, запрещены польский язык и литература. Недаром генерал-губернатор Галиции граф Бобринский вслед за царем Николаем II, который в начале апреля 1915 посетил Львов, подчеркивал, что Галиция и Лемковщина были издавна неотъемлемыми частями единой Великой России, и поэтому он будет на этих землях вводить русский язык, закон и строй. Однако в июне 1915 г. Галичину снова захватили австрийцы и университет снова начал действовать. Домбковского 1 января 1916 года назначен заведующим вновь созданной кафедры истории немецкого права.
С началом военных действий в рамках советско-польской войны занятия в университете длительное время фактически не проводили, не получал Домбковский, следовательно, и зарплаты. Он решил переехать в Варшаву. В зимнем семестре 1919/1920 учебного года начал на юридическом факультете столичного университета читать курс истории польского частного права.
Летом 1920 года он вернулся во Львов, когда под городом шли упорные бои с Красной армией (продолжалась польско-советская война, на Львов наступала конная армия С. Буденного). В сентябре Красная армия была отброшена из-под Львова и Варшавы, в Риге начались мирные переговоры. Во Львовском университете в октябре возобновили занятия. Профессор Домбковский снова возглавил кафедру древнего польского частного права.
В 1921-1922 учебном году по совместительству стал работать в Люблинском Католическом университете, где читал курс истории западноевропейского права — 4 часа в неделю. Работал в Католическом университете в 1928 году.
В конце концов во Львовском университете после смерти Гальбана Домбковский дополнительно (временно) возглавил еще и кафедру истории западно-европейского права, а по смерти О. Бальцера (1933) стал ведущим преподавателем курса истории государства и права Польши. Пшемыслав Домбковский выполнял во Львовском университете ряд важных административных функций. В частности, в 1920 году был избран деканом юридического факультета (деканов тогда избирали сроком на один год). Домбковский входил в состав университетской дисциплинарной комиссии, которая рассматривала дела и проступки преподавательского и учебно-вспомогательного состава. В 1925 году его вновь избран деканом юридического факультета. В 1939 году сенат Львовского университета избрал Домбковского на должность ректора университета, но он отказался от нее.
В октябре 1939 г. возобновил деятельность Львовский университет, который объявлен украинским государственным университетом. Здесь осталась работать определенное количество польских преподавателей — профессоров и доцентов, а также прислали преподавателей из СССР. Указом Президиума Верховного Совета УССР 8 января 1940 университету присвоено имя Ивана Франко. В университете ликвидирован факультет теологии и медицинский, на базе которого создан Государственный медицинский институт. Профессор Домбковский, который имел большой научный авторитет и европейского масштаба имя, был оставлен для работы на юридическом факультете
Когда началась Великая Отечественная война началась Львов 30 июня 1941 заняли немецкие войска. Университет был закрыт, занятия прекращены. Домбковский остался без средств к существованию. Правда, начал давать платные частные занятия, а также включился в деятельность подпольного польского университета. Осенью 1943 году погибла в результате дорожного несчастного случая его жена Мария.
После освобождения Львова от немецких оккупантов университет вновь возобновил свою деятельность. Профессору было поручено руководить кафедрой всеобщей истории государства и права. Кафедру истории государства и права Союза ССР возглавил бывший ученик Домбковского К. Кораний. На юридическом факультете осталось работать еще несколько польских профессоров — М. Хлямтач (римское право), Ю. Макаревич (уголовное право). Занятия проводили на смешанном польско-русско-украинском языке. Научную работу в силу нехватки литературы, в том числе иностранного, недоступности архивов почти прекратили. Не публиковали и статей и материалов, потому что недостаточно хорошо знали украинский или русский языки.
В ноябре 1944 Домбковского избрали деканом (первым после войны) юридического факультета. Функции декана он исполнял до 16 апреля 1946, когда по собственной инициативе подал в отставку, оставшись заведующим кафедрой.

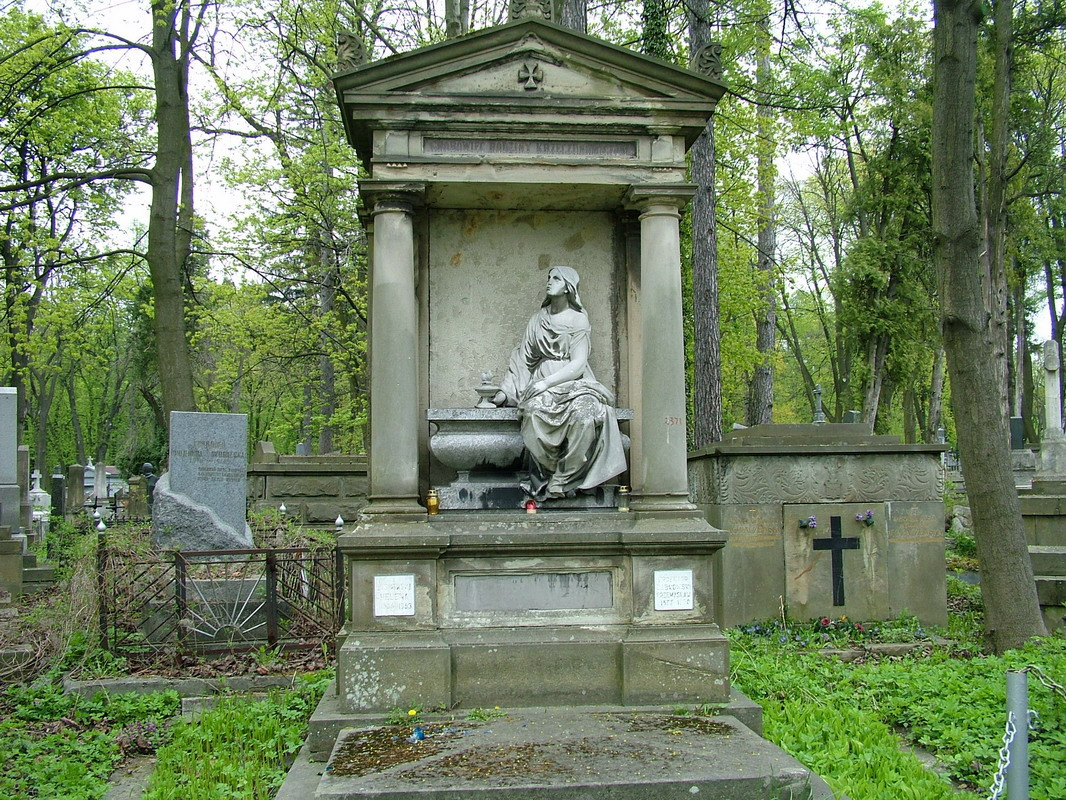
Склеп Пшемыслава Домбковского на Лычаковском кладбище во Львове

## Смерть
Он продолжал работать на юридическом факультете вплоть до своей смерти 18 декабря 1950 года. Руководство университета устроило ему торжественные похороны. Домбковского похоронили в семейном склепе на Лычаковском кладбище во Львове. Весть о его смерти вызвала в научной и студенческой среде УССР, Польши и других стран глубокое сожаление. Был одним из самых известных и авторитетных ученых по истории государства и права всей Восточной Европы, талантливым педагогом, порядочным человеком.

## Творчество
Профессор Домбковский оставил богатое научное наследие, которое насчитывает около 300 позиций, в том числе определенное количество учебно-методических работ, а также персоналий по случаю различных исторических годовщин, дат и юбилеев. Исследовал проблемы истории права и частного права. Одним из самых интересных для ученых или студентов является труд «Месть, выкуп и покорность в Галицкой Руси в XV и первой половине XVI ст.», опубликованная в 1887 г. др.
Едва ли не самой выдающейся его работой считают двухтомное «Польское частное право», изданное в 1910-1911 гг. За эту работу получил награду Академии наук в Кракове, а в 1917 году — награду Научного общества в Варшаве. Профессор Домбковский издал также учебник для студентов «Очерки польского частного права» (1920), который неоднократно переиздавался, а также «Алфавитную книгу старого польского права» (1932). Несколько важных трудов опубликовал из другой области своих интересов — архивного дела: «Палестра и судебные книги земские и гродские в древней Польше»(1926) и др.
Не оставлял без внимания П. Домбковский острых на то время межнациональных и вероисповедных проблем на землях Галичины. В этой области он опубликовал труд «Политика русских сеймиков в XVII—XVIII века. относительно евреев» (1917), «Экономические отношения Галицкой земли» (1927). Не обходил он и проблемы зарубежной истории государства и права: исследовал содержание «Русской Правды», французского права в Польше.
Занимался Домбковский и издательской деятельностью. В 1925-1939 выдавал «Историко-юридические записки» («пол. Pamiętnik Historyczno-Prawny») вышло 13 томов. Домбковский был редактором «Осведомителя» о заседании Научного общества во Львове. Основал журнал «Историко-правовой путеводитель» («пол. Przewodnik historyczno-prawny», 1930) вышло 5 томов.

### Основные труды
- «Месть, выкуп и примирения в Галицкой Руси в XV и первой половине XVI ст.» (1987);
- «Политика русских сеймиков в XVII—XVIII века. относительно евреев» (1917 г.);
- «Предписания „Русской Правды“ о борти» (1919), «Хозяйственные отношения в Галицкой земле в XV ст.» (1927),
- «Польское частное право» (т. 1-2, 1910-11). Лит.: Pamietnik trzydziestolecia pracy naukowej prof. dr. Przemyslawa Dabkowskiego, wydany staraniem Kolka histo-ryczno-prawnego sluchaczow Uniwersytetu Jana Kazimierza. 1897-1927. Lwow, 1927;
- «Палестра и судебные книги земские и гродские в древней Польше»(1926);
- «Экономические отношения Галицкой земли» (1927)
- Административное деление Русского и Белзского воеводств в XV ст. («Podział administracyjny województw i ruskiego bełzkiego w XV wieku z mapą»)

## Награды и звания
За большие научные достижения и организаторскую деятельность в 1934 был награждён государственным орденом «Командорский крест Полония Реститута» и французским орденом «Академические пальмовые ветви». Награждён медалью «За доблестный труд в Великой Отечественной войне 1941-1945 гг.».
В возрасте 35 лет Домбковский был избран членом Польской Академии наук в Кракове. В 1928 избран членом Болгарской Академии наук в Софии, 1929 — Чешской Академии наук в Праге, 1934 — почётным доктором (honoris cousa) Университета Амоса Коменского в Братиславе. Был почётным членом научных обществ в Варшаве, Вильнюсе, Перемышле, Сяноке, французского историко-правового общества в Париже (с 1920). В 1936 избран, по предварительному согласию, членом Украинского научного общества им. Тараса Шевченко во Львове.